# يوري لوين
يوري لوين (بالهولندية: Youri Loen)‏ (27 يناير 1991 بنايميخن في هولندا - ) هو لاعب كرة قدم هولندي في مركز الوسط. لعب مع إن إي سي نيميخن وسبارتا روتردام ونادي دوردريخت وفورتونا سيتارد.

## وصلات خارجية
- يوري لوين على موقع قاعدة بيانات كرة القدم.إي يو (الإنجليزية)
- يوري لوين على موقع Soccerway.com (الإنجليزية)
- يوري لوين على موقع عالم كرة القدم.نت (الإنجليزية)